# Stanisław Milewski
Stanisław Milewski (ur. 22 stycznia 1931 w Ciechanowie, zm. 1 października 2013) – polski pisarz.
Studiował filologię klasyczną, a następnie filologię polską na Uniwersytecie Warszawskim. Pracę magisterską napisał na temat slangu przestępczego w dwudziestoleciu międzywojennym. W latach 1954–1964 pracował w Instytucie Historii Kultury Materialnej Polskiej Akademii Nauk jako kierownik Działu Administracyjno-Gospodarczego. Współpracował w tym okresie z kilkoma czasopismami. W styczniu 1965 r. podjął pracę dziennikarską w „Gazecie Sądowej i Penitencjarnej” (później zmieniała ona nazwy – najpierw na „Gazetę Sądową”, a potem na „Gazetę Prawniczą”). Był w niej sekretarzem redakcji, a następnie zastępcą redaktora naczelnego aż do zlikwidowania tego dwutygodnika i przejścia na emeryturę w 1991 r.
Specjalizował się w reportażach z procesów sądowych oraz publikacjach z zakresu historii wymiaru sprawiedliwości, dziejów przestępczości i jej zwalczania oraz historii czasopiśmiennictwa prawniczego. Był autorem kilkunastu książek oraz kilkuset artykułów. Przez lata współpracował z redakcją miesięcznika „Palestra”.
Za Intymne życie niegdysiejszej Warszawy (Iskry 2008) uhonorowano go nagrodą „Warszawskiej premiery literackiej – książka maja 2008”.
Za książkę Codzienność niegdysiejszej Warszawy otrzymał w 2010 r. Warszawską Nagrodę Literacką.
Odznaczony Srebrnym i Złotym Krzyżem Zasługi oraz Krzyżem Kawalerskim Orderu Odrodzenia Polski. Wyróżniony Złotą Odznaką Zrzeszenia Prawników Polskich, Odznaką Zasłużony dla Kultury Polskiej oraz Zasłużony dla Warszawy (1986 i 2009).

## Wybrane publikacje
źródło:
- Ciemne sprawy dawnych Warszawiaków, Warszawa: PiW 1982, wyd. 2, Warszawa 2009.
- Procesy pradziadków: pitaval bez sztyletu i trucizny, Warszawa: Wydawnictwo Prawnicze 1982.
- Sekrety starych więzień, Warszawa: Wydawnictwo Prawnicze 1985.
- Skradziona cześć „Wisienki”: anatomia fałszu i manipulacji, Warszawa 1991.
- W świecie występku i zbrodni: z dziejów przestępczości i jej zwalczania, Warszawa: KiW 1996.
- Ciemne sprawy międzywojnia, Warszawa: Wydawnictwo „Iskry” 2002.
- Podróże bliższe i dalsze, czyli Urok komunikacyjnych staroci, Warszawa: Wydawnictwo Iskry 2006.
- Intymne życie niegdysiejszej Warszawy, Warszawa: Wydawnictwo Iskry 2008.
- Szemrane towarzystwo niegdysiejszej Warszawy, Warszawa: Wydawnictwo Iskry 2009.
- Codzienność niegdysiejszej Warszawy, Warszawa: Wydawnictwo Iskry 2010.
- Themis i Pheme. Czasopiśmiennictwo prawnicze w Polsce do 1939, Warszawa: Wydawnictwo „Iskry” 2011, s. 658. [wspólnie ze Adamem Redzikiem], ISBN 978-83-244-0158-1.
- Niezwykli klienci Temidy, Warszawa: Wydawnictwo „Iskry” 2011.
- Życie uliczne niegdysiejszej Warszawy, Warszawa: Wydawnictwo „Iskry” 2013.